# Едноцветна абелия
Едноцветната абелия (Abelia × grandiflora, синоним Linnaea × grandiflora) е хибрид на Linnaea, отгледан чрез хибридизиране на L. chinensis с L. uniflora.

## Етимология
Латинският специфичен епитет grandiflora означава „изобилни цветя“.

## Описание
Едноцветната абелия е широколистен или полувечнозелени мулти-стволов храст със заоблени, разпростиращи се или грациозно извиващи се клони до 1,0 – 1,8 м височина. Листата са яйцевидни, лъскави, тъмнозелени и дълги 2 – 6 cm. Цветовете се произвеждат на гроздове, бели, оцветени в розово, под формата на звънец, с дължина до 2 см. За разлика от повечето цъфтящи храсти, в отглеждането, видът цъфти от края на лятото до есента.

## Произход
Едноцветната абелия за първи път е отгледана през 1886 г. в разсадника Rovelli в Паланса (сега Вербания), на езерото Маджоре в Италия.

## Приложения
Използва се като декоративно растение в насаждения, градини или смесена граница с други храсти.
Пъстроцветният сорт „Hopleys“, с бледо розови цветя и размер до 1,5 m × 1,5 m, печели наградата Royal Horticultural Society's Award на Garden Merit.

## Отглеждане
Размножаването става чрез резници. Макар и сравнително лесен за култивиране, той не е напълно издръжлив и изисква защитено положение от пълно слънце. Това растение все още е широко разпространено във Великобритания под името абелия (Abelia).

## Сортове
- Compacta
- Confetti или Conti
- Dwarf Purple
- Edward Goucher
- Frances Mason
- Gold Spot или Gold Strike
- Hopleys
- Little Richard
- Sherwoodii
- Sunrise

- Сорт Edward Goucher
- Сорт Conti
- Сорт Conti